# Hockey Club Wikov Hronov
Le Hockey Club Wikov Hronov est un club de hockey sur glace de Hronov en Tchéquie. Il évolue en 2. liga, troisième échelon tchèque.

## Historique
Le club est créé en 1937.

## Palmarès
- Aucun titre.